# Наодинці з ніччю
«Наодинці з вночі» — радянський фільм 1966 року режисера Бориса Силаєва.

## Сюжет
Під час чергового рейсу молодий шофер міжміських автоперевезень Дімка приїхав за вантажем до приморського міста пізно увечері. Місць у готелі не знайшлося, і він вирішив прогулятися незнайомими вулицями. Він знайомиться з молодою дівчиною Вірою, гуляючи з якою за одну ніч легковажний Дімка змінюється: бесіди з серйозною, вдумливою дівчиною під час їхньої прогулянки містом вперше викликають у ньому глибокі роздуми про сенс життя, про справжнє людське щастя та красу.

## В ролях
- Елеонора Александрова — Віра
- Роман Хом'ятов — Діма

У епізодах: Б.Брондуков, А.Лісова, А. Володіна, В.Поліщук, В.Дальський, М.Швідлер, С.Крилов, С. Шеметіло.

## Знімальна група
- Режисер — Борис Силаєв
- Сценаристи — Борис Силаєв
- Оператор — Валерій Шувалов
- Композитор — Євген Зубцов
- Художник — Петро Слабінський

## Критика
Фільм отримав негативну критику як беззмістовний:
Ніч є. Двоє є. Є багатозначні проходи та ще більш багатозначні слова. Є сцени, покликані «вбити» нас наповал своєю оригінальністю. А ось думки, глибини, всього, що ми називаємо розкриттям життя, немає як немає… Сучасна, «модернова» форма — лише спроба прикрити порожнечу авторського задуму. Двоє бродять містом. Двоє манекенів, а не людей, які так і залишилися незнайомими, не здивували нас жодним проблиском розуму або почуття, безпристрасно повторюють «афоризми» в дусі телеграфіста Ятя («Весілля» (п'єса) А.Чехова): «Світанок не зупиниш. Світанок не зупиниш…»— Радянський екран, 1967
Кінокартина «Наодинці з ніччю» Б. Силаєва і С. Третьякова в усьому надумано і штучно зображує нічну прогулянку містом юнака і дівчини. Третьякова в усьому надумано і штучно зображує нічну прогулянку містом юнака і дівчини, які страждають на модну на Заході хворобу — нестачу взаєморозуміння. І тому, що герої тут навмисне ізольовані від життя.— Вітчизна, 1968